# 광주 수완동 왕버들
광주 수완동 왕버들(光州 水莞洞 왕버들)은 광주광역시 광산구 수완동에 있는 조선시대의 왕버들이다. 1999년 4월 30일 광주광역시의 문화재자료 제24호로 지정되었다.

## 개요
이 왕버들은 광산구 수완동 하완마을 앞의 모정 옆에 한 그루가 있고, 이곳에서 남동쪽으로 약 150m의 거리에 한 그루가 서있다. 이 나무들의 수령은 350~400년으로 추정된다. 이 나무가 서있는 곳은 수문4저수지의 둑 양쪽 끝인데 마을사람들에 의하면 예전에는 저수지 둑을 따라 열지어서 왕버들이 있었다고 한다. 수문저수지는 1879년에 편찬한 광주읍지< 光州邑誌 >에 기록된 완동방죽< 莞洞防築 >인데, 이 나무들의 수령으로 보아 350여년 이전에는 저수지가 존재하였음을 알려주는 것이라 하겠다. 따라서 이 나무는 한국의 농경문화와도 긴밀한 관련을 가지고 있는 것이다.
또한 이 나무들은 마을의 당산나무로서, 해방전까지는 당산제를 지내고 나서 농악을 쳤다고 전해진다. 현재는 당산제를 지내지 않지만 모정 옆에 있는 나무의 앞에는 당산제와 관련된 것으로 짐작되는 돌이 남아 있다. 하완마을의 옛 명칭은 '통머리'이고 전주이씨< 全州李氏 >가 많이 살고 있다.

## 참고 자료
- 수완동왕버들 - 국가유산청 국가유산포털